# 板垣学
板垣 学（いたがき まなぶ）は、森川ジョージの漫画作品、およびアニメ『はじめの一歩』に登場する架空の人物。アニメ版の声優は浪川大輔。

## 人物
鴨川ボクシングジム所属のプロボクサー。本編の主人公、幕之内一歩の後輩にあたる。日本フェザー級1位のアウトボクサー。身長、リーチ168cm。生年月日は1975年8月14日（初登場時18歳）。獅子座。一人称は「ボク」。現在の成績は17戦15勝2敗10KO。
天性の運動神経、常人の域を遥かに超えたスピードと、極めて優れたボクシングセンスの持ち主だが、自分から積極的に攻める宮田に対し、闘牛士のように攻撃をかわし、隙を見てパンチを打つスタイルをとる。自信過剰な性格から対戦相手の底力を見くびり苦戦するなど、未熟な部分もある。
明るく屈託がなく社交的で要領もよい。勝利後に見せるコーナーからのバック宙がおなじみのパフォーマンスとなっている。
一歩との付き合いや牧野対策のスパーリングをきっかけに間柴兄妹とも距離を縮め、特に間柴兄には自分の知っているパチ物を扱う洋服屋を紹介し一緒に買い物したり、一歩と間柴久美の進展状況をこっそり報告したりしている（この件は、兄を尾行してきた久美と一歩の知るところとなっている）。また一歩と久美の仲を応援しつつも少なからず久美に気があるようで、彼女に関することでは一歩以上にムキになることも多く一歩とは久美を巡る恋敵にもなりつつある。また最大のライバル今井が妹・菜々子に惚れていることを知り、「いくらなんでも敵に妹を差し出すなんて腹が立って出来ない」と頑なに拒否している。誰もが怖れをなす間柴兄と気が合うのは「美人の妹を持った兄ゆえの悩み」を互いに共有できる立場にあることも大きく「久美さんももう大人なんですから、無闇に縛らないほうがいい」と間柴に真正面から意見したが、怒りを買うこと無く収まっている。また、間柴を手懐けることができる数少ない人物でもある。
好物はタイや太巻きなどのダジャレにちなんだメニュー。また、クレープをよく食べている。
キャラクター人気ランキングでは、連載500回記念にて22位にランク入り。

## 来歴
元々何のスポーツでも楽にこなす運動神経を持っていたが、個人スポーツで自分の力を試したいという気持ちを抱いていた。高校でボクシングに出会い、本人曰く「同学年はおろか、部の先輩ですらボクに触ることもできなくて」というほど当時からセンスを発揮していたが、後にライバルとなる今井京介相手に3戦3敗3KOと完敗。どうしても勝てなかった男に勝つべく、大学を辞めて練習がきついと評判の鴨川ジムに入門した。アマチュア時代の好戦績から本来B級ライセンス（プロボクシングの6回戦から）の受験も可能だがライバルの今井と東日本新人王戦で決着を着けるためにC級（4回戦）から受験した。
プロデビュー戦で叩き上げボクサー・牧野文人に反則を織り交ぜたラフファイトでペースを乱され（青木いわく、「絶対的にルールで守られているアマチュア出身が驚く典型的な状況例」）、1Rで2回のダウンを奪われKO負け。しかも不当判定と食い掛かったことで事情を知らない会場中から大ブーイングを浴び、一番信頼していた一歩からも「本気で倒そうとしなかったから反則をくらって足をすくわれた」という主旨の説教を受け、ほろ苦いデビューとなった。だがボクサーとしての覚悟を強め、努力を重ね、東日本新人王準決勝戦でフリッカー使いに変貌していた牧野に完璧なKO勝利で雪辱を果たす。続く同決勝戦で今井京介の豪打にKO寸前まで追い込まれながら、判定で辛くも勝利しアマ時代の借りを返して東日本新人王を獲得。しかし、この試合中に左拳と右アキレス腱を故障、全日本新人王戦を回避してしばらく休養に入るが、この試合で一歩の助言を参考にインファイトを経験したことが自ら蓋をしていた秘めたる才能を開花させるきっかけになった。
動体視力・反射神経・空間把握能力に優れ、出稽古のスパーリングではきわめて避けづらいとされる間柴のフリッカーをパーリング（パンチを拳で打ち落とす技術）で防いで見せた。この時点で間柴了から「スピードだけなら宮田以上」と評価されている。そして復帰戦になった西日本新人王・星戦で完全に持てる能力が覚醒。反応速度が著しく向上したため相手の動きがまるでスローモーションのように見えるようになり（一時期不調と思われたのは、急激な能力覚醒に自分の感覚が追いついていなかったため）、千堂を「（板垣と星との）流れている時間がまるで違う」と驚嘆させる。結果1発のパンチも当てさせない完璧なボクシングで1RKO勝利。あまりの鮮やかさに、試合を観戦していた先輩の木村達也は「レナードかよアイツは」と思わず舌を巻いた。
星戦以後、会長の鴨川源二をして「当たらないスパーなんぞ（一歩が）自信をなくすだけ」と同階級の日本チャンピオン一歩とのスパーリングを禁じられるまでに成長。同ジム内での挑戦がありえないことから「同世代では頭3つは飛びぬけている」と評価する藤井以下ボクシング関係者を残念がらせているが、当人は一歩から近い将来返上するであろう日本タイトルの後継指名を受けていることもあり、ジムに日本タイトルを継承することが自分の使命と考えている。
宮田の復帰戦後、それを見た一歩が「いい試合をしたい」とは言うものの、「勝つ」とは決して言わなかったことに憤りを感じ、「先輩が宮田さんに憧れたように、僕も強い幕之内一歩に憧れたから鴨川ジムに入ったんです。中途半端な気持ちでリングに立たないで下さい。僕だけじゃなく先輩の後姿を見てる人間はたくさんいるんです!!」と強き王者像を求める自分の心情を素直に吐露し、一歩にリングに上がることの意味を再認識させ、視野を世界に向けるように促した。
今井と並んでアマ時代から活躍していることもあり、甘いマスクが育ちの良さも窺がわせるが、実は貧乏家庭でボロ家暮らし。一家揃ってお寒いダジャレ（板垣家内では、コミュニケーションの手段である）を言い合っているが、家族仲は非常に良い。また妹・菜々子のお転婆ぶりに手を焼きつつ、何かと気にかける優しい兄貴でもある。自分の夢のために「釣り船幕之内」を退職することになった梅沢から直接後任指名を受け、それ以降は一歩と共にトレーニングを兼ねてバイトとして働いていた。一歩がゴンザレス戦の後に復帰してからは一歩に気負わせないための配慮から釣り船幕之内を自主退職し、父の働く警備会社に就職している。一歩によれば「お父さんが正社員じゃないからコネの掛けようがない」ようで、警備会社の上役からは純粋に身体能力を買われて勧誘された模様。
A級トーナメントに参加し、唐沢・冴木卓麻に苦戦しながらもKOで勝つ。優勝を果たし、一歩の日本王座返上を機に勢いそのままに、かつて幾度となく自分を苦しめたライバル今井京介とのタイトルマッチに臨む。プレッシャーをかけコーナーに押し込み短期決着に持ち込む今井の作戦で１ラウンド開始から14秒でダウンを取られる。立ち上がるがコーナーに押しこめられ、ボディ連打の猛攻を受け、堪える中でボディのガードをおとりにしたカウンターによる反撃を試みるが、ダメージの蓄積から拳を振り抜くことが出来ず、顔面に強打を受けTKO負けを喫した（ゲストとして招かれた鷹村からは「ウスノロ」と酷評された）。1Rで敗北したが、早期決着らしくない、両者がアザだらけの試合内容から、ベストバウトと感嘆する者も少なくなかった。
それ以降スランプに陥り、木村・青木同様、うだつが上がらない中堅ボクサーになってしまった。その上青木の弟の泰平と金田欽太郎のお目付役になっており、ボクシングに対する見る目や関心が全くなく一歩の事ばかり考える2人に悩まされる羽目に。

## 得意技
ハリネズミ
高速のハンドスピードで繰り出すショートパンチの連打。
集中
厳密には技ではなく、板垣の精神状態の一つを指す。本気で集中すると形相が変わる。「キィィン」という擬態語と共に、相手がビデオでスローモーション再生されているように見えるほどの反応と速度を見せる。さらに集中出来た時は相手の筋肉の動きや呼吸まで察する域に達する。
ラーニング
自分が本気で好きになった技だけ、一度見ただけで自分も使えるようになる。ジョルト・カウンター、ドラゴンフィッシュ・ブロー、ロープワーク等を覚えた。
ガキ・シャッフル
アリ・シャッフルのステップから、腕や頭部、脚部など全身を個々で別々にランダムに動かして相手を翻弄する板垣独自のフェイント。本人はしりとりしながらも何も考えていないのでフェイントの意図はないため、相手からは見抜くことの意味を持たず、かといってその忙しない動きに反応した瞬間に板垣は逆に動く、「後の先」の技。
鷹村が最初「イタガキ・シャッフル」と名付けた後に縮めたことで命名された。

## 対戦成績
西暦が不明であるため、便宜上、一歩の鴨川ジム入門後の経過年数と本人の年齢を表記する。
- 国内レコード　14戦12勝2敗10KО

| 戦           | 日付                         | 勝敗 | 時間    | 内容 | 対戦相手               | 国籍 | 備考                              |
| ------------ | ---------------------------- | ---- | ------- | ---- | ---------------------- | ---- | --------------------------------- |
| 1            | 199X年 5年目（19歳）10月14日 | 敗北 | 1R      | KO   | 牧野文人（佐山）       | 日本 | プロデビュー戦                    |
| 2            | 199X年 5年目（19歳）1.2月頃  | 勝利 | 1R      | KO   | 不明                   | 日本 |                                   |
| 3            | 199X年 5年目（19歳）4月13日  | 勝利 | 4R 2:35 | KO   | 不明                   | 日本 | 東日本新人王1回戦                 |
| 4            | 199X年 6年目（19歳）6月頃    | 勝利 | 2R      | KO   | 不明                   | 日本 | 東日本新人王2回戦                 |
| 5            | 199X年 6年目（19歳）7月下旬  | 勝利 |         | KO   | 不明                   | 日本 | 東日本新人王準々決勝              |
| 6            | 199X年 6年目（20歳）9月頃    | 勝利 | 2R      | KO   | 牧野文人（佐山）       | 日本 | 東日本新人王準決勝                |
| 7            | 199X年 6年目（20歳）11月頃   | 勝利 |         | 判定 | 今井京介（音羽）       | 日本 | 東日本新人王決勝                  |
| 8            | 199X年 7年目（20歳）6月頃    | 勝利 |         | 判定 | 不明                   | 日本 |                                   |
| 9            | 199X年 7年目（20歳）7月頃    | 勝利 | 1R      | KO   | 星洋行（なにわ拳闘会） | 日本 |                                   |
| 10           | 199X年 7年目（21歳）9月12日  | 勝利 | 1R      | KO   | アレックス・ハカ       | 不明 |                                   |
| 11           | 199X年 8年目（21歳）4月24日  | 勝利 | 2R      | KO   | ガオナー・パチョン     | タイ |                                   |
| 12           | 199X年 8年目（22歳）9月頃    | 勝利 | 2R 2:13 | KO   | 唐沢拓三（木下）       | 日本 | A級ボクサー賞金トーナメント1回戦  |
| 13           | 199X年 8年目（22歳）11月頃   | 勝利 | 4R 1:28 | KO   | 冴木卓麻（河合）       | 日本 | A級ボクサー賞金トーナメント決勝戦 |
| 14           | 199X年 8年目（22歳）3月21日  | 敗北 | 1R 0:55 | TKO  | 今井京介（音羽）       | 日本 | 日本フェザー級タイトル戦          |
| テンプレート |                              |      |         |      |                        |      |                                   |